# Baqueira Beret
Pour les articles homonymes, voir Beret.
Baqueira Beret (en occitan : Vaquèira-Beret) est une station de sports d'hiver des Pyrénées, situé sur la localité de Baqueira (commune de Naut Aran) dans la comarque du Val d'Aran (province de Lérida, communauté autonome de Catalogne).
Elle s'étend entre des altitudes variant de 1 500 mètres jusqu'à 2 610 mètres au cap de Baciver.

## Description
Baqueira Beret est un des plus grands centres de sports d'hiver des Pyrénées et de Catalogne, le domaine skiable s'étend sur 2 273 hectares,.
Il est situé dans la vallée amont de la Garonne, dans les zones les plus élevées du Val d'Aran (Naut Aran) et du Pallars Sobirà (Vall d'Àneu). Le site propose des pistes larges et ouvertes, ainsi que des forêts. Il est divisé en trois zones différentes, Baqueira, Beret et Bonaigua. La station de Baqueira Beret, de par son orientation vers l'Atlantique, possède un bon enneigement durant toute l'année, avec de grosses épaisseurs de neige, ce qui en fait un lieu idéal pour la pratique du ski. De plus elle présente un dénivelé de plus de 1 100 mètres ainsi qu'un domaine skiable étendu. Tout cela en fait une des meilleures stations de ski de la Catalogne. Elle est notamment la station préférée de beaucoup d'amateurs, au premier rang desquels se trouve la famille royale espagnole.
Le Val d'Aran et la vallée de Pallars Sobirà jouissent tous deux d'un cadre naturel magnifique qui enserre plus de 50 zones rurales. Chacune d'elles possède des maisons de pierre et de bois ainsi que d'antiques églises romanes.
L'histoire de Baqueira remonte aux années 1960,. À l'initiative des autorités locales du Val d'Aran et étant donné les excellentes conditions d'enneigement de la région, un groupe de personnes dirigé par Jorge Jordana de Pozas y Luis Arias fonde la station dans la commune de Naut Aran.
Baqueira Beret, compte 165 kilomètres de pistes, elle est la deuxième station de ski la plus étendue d'Espagne (la première étant Aramón Formigal) et la plus visitée de la péninsule ibérique. Un projet d'extension jusqu’à Pallars Sobirà est actuellement étudié. Celui-ci est au cœur d'une polémique. Contre le développement touristique et économique de la comarque que ne manquera pas de générer cette extension, les opposants arguent l'impact négatif sur l'environnement que cela pourrait avoir. Certains secteurs locaux et des organisations écologistes rejettent les projets d'extension en se centrant sur la campagne de protection du Vall d'Àneu, déplorant notamment la dégradation environnementale à proximité de la station et plus spécifiquement l'extension urbaine qui accompagnerait le projet.

## Services
Ce centre de ski, en plus des services habituels, depuis l'école de ski, la location de matériel, la restauration sur les pistes, le secours médical, etc., dispose au pied des pistes et aux alentours d'une offre importante d'hébergement en hôtel et en appartements. La station possède également des patinoires, des piscines climatisées, des magasins de sport et toutes sortes de commerces. Le lieu est idéal pour passer quelques jours de vacances en profitant des sports d'hiver.
L'offre gastronomique est foisonnante avec ses 25 restaurants alliant la tradition d'une cuisine française de la meilleure qualité aux spécialités locales.

## Agences en France
Afin de promouvoir de tourisme du Val d'Aran et de la station de ski de Baqueira Beret, des agences touristique ont été implantées dans le sud de la France.
En 2011, une première agence touristique a été ouverte à Bordeaux, puis en 2015, une seconde fut ouverte à Toulouse,,,.

## Compétition
La station accueille régulièrement de grandes compétitions. Tous les ans est organisée la Marxa Beret, une épreuve de ski de fond populaire en Espagne,,.
Le 1 et 2 mars 2019, elle accueillera pour la seconde fois (1er fois en 2016) la coupe du monde de Snowboardcross FIS à Beret.
Sont organisées aussi les compétitions suivantes :
- Le trophée Open Fondation Jesús Serra,
- Le TOP CAEI FIS de ski alpin,
- Le World Snow Day,
- L’Audi Era Baishada Open,
- La BBB Ski Race Experience,
- La Salomon Quest Challenge,
- Les Championnats d’Espagne de mushing,
- La Naut Aran Skating, ski de fond à Beret,
- Les Championnats d’Espagne absolus de ski alpi,
- Triathlon CEVA,
- Coupe d’Espagne Movistar Freestyle Ski et Snowboard, Championnat de Catalogne de Snowboard Cross et Ski Cross,
- La Top CAEI FIS, ski alpin.

## Galerie de photographies

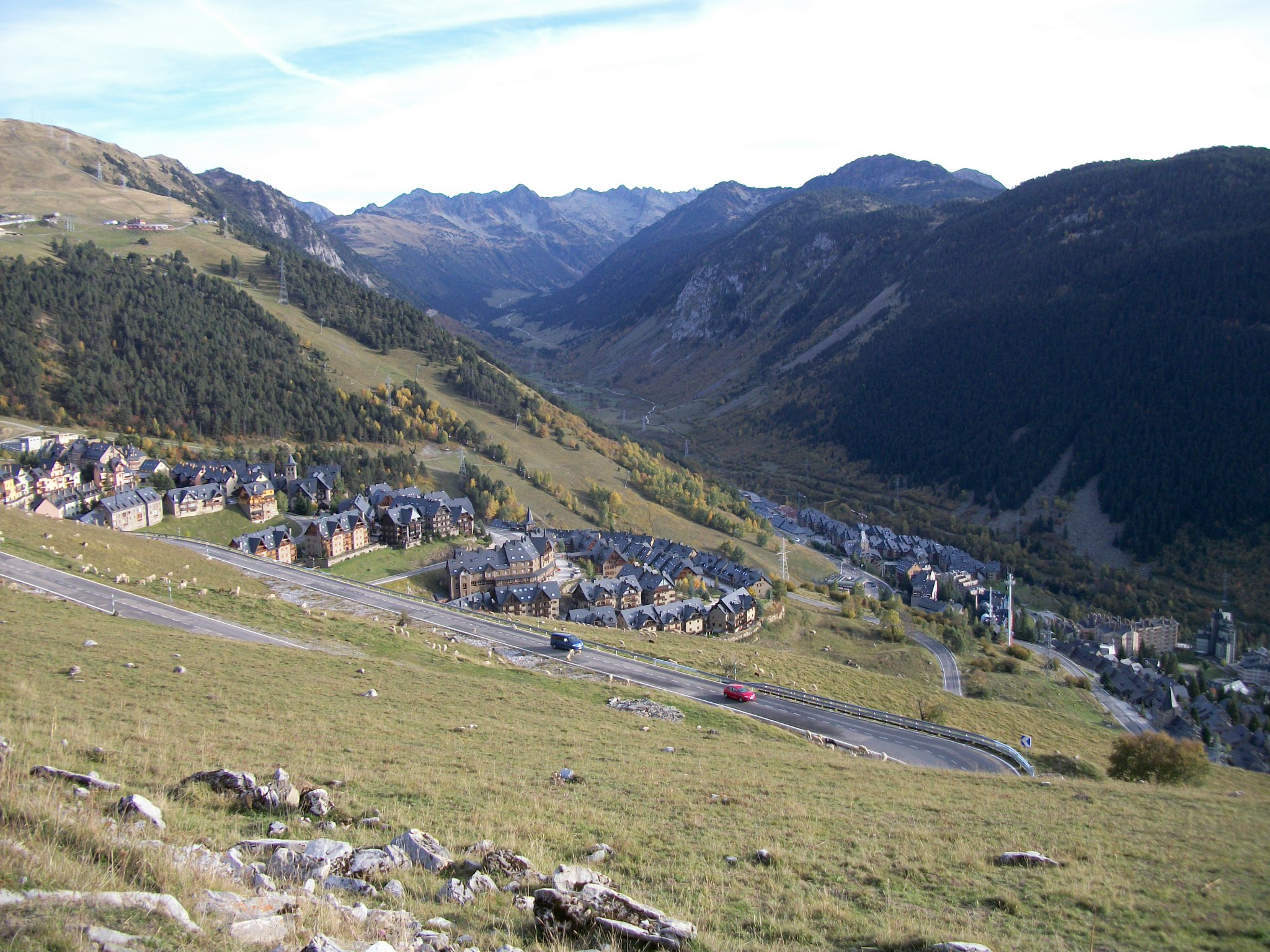
Village de Baqueira.
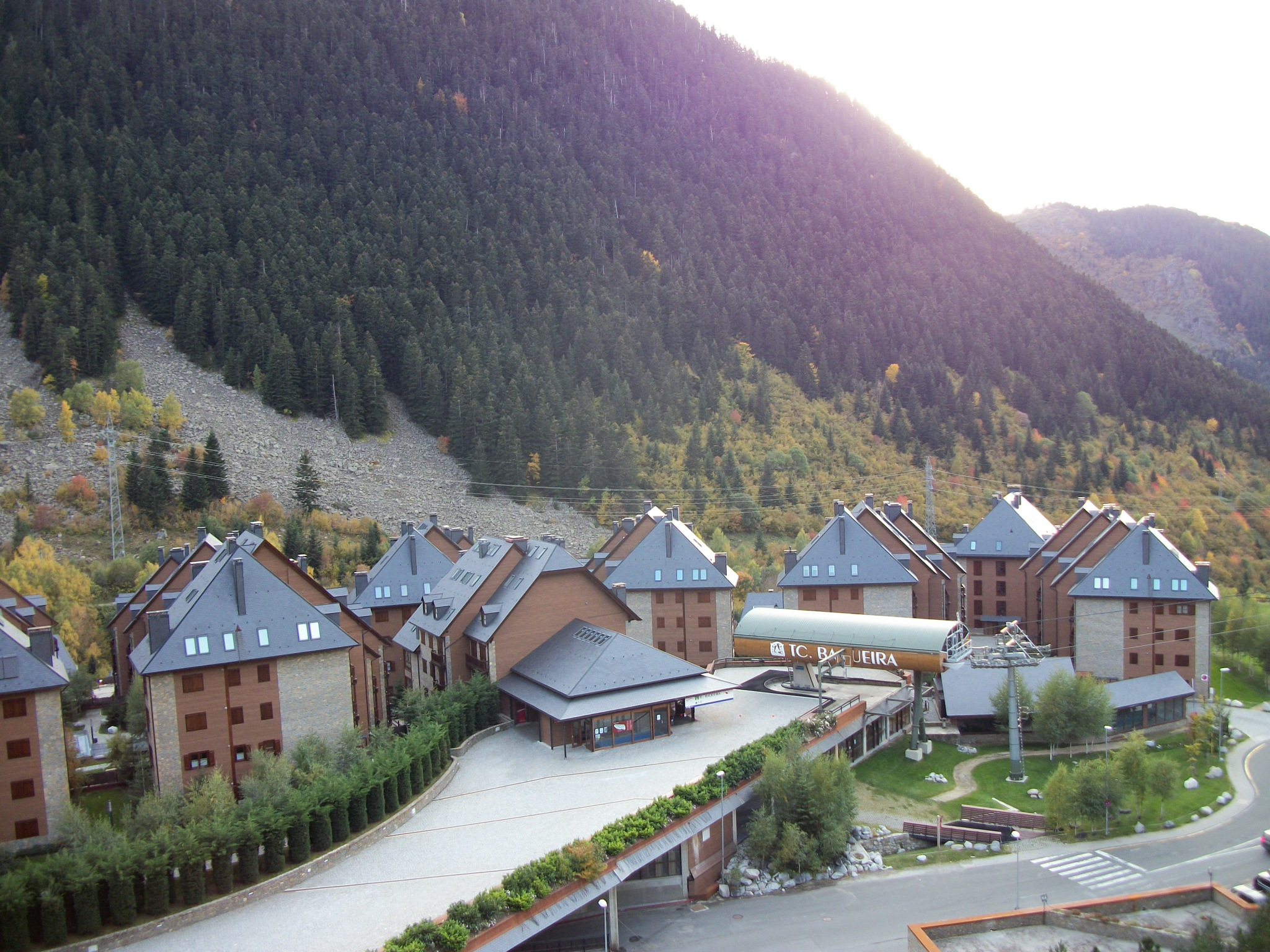
Accueil de la station de ski de Baqueira Beret avec la première remontée mécanique dans le village de Baqueira.
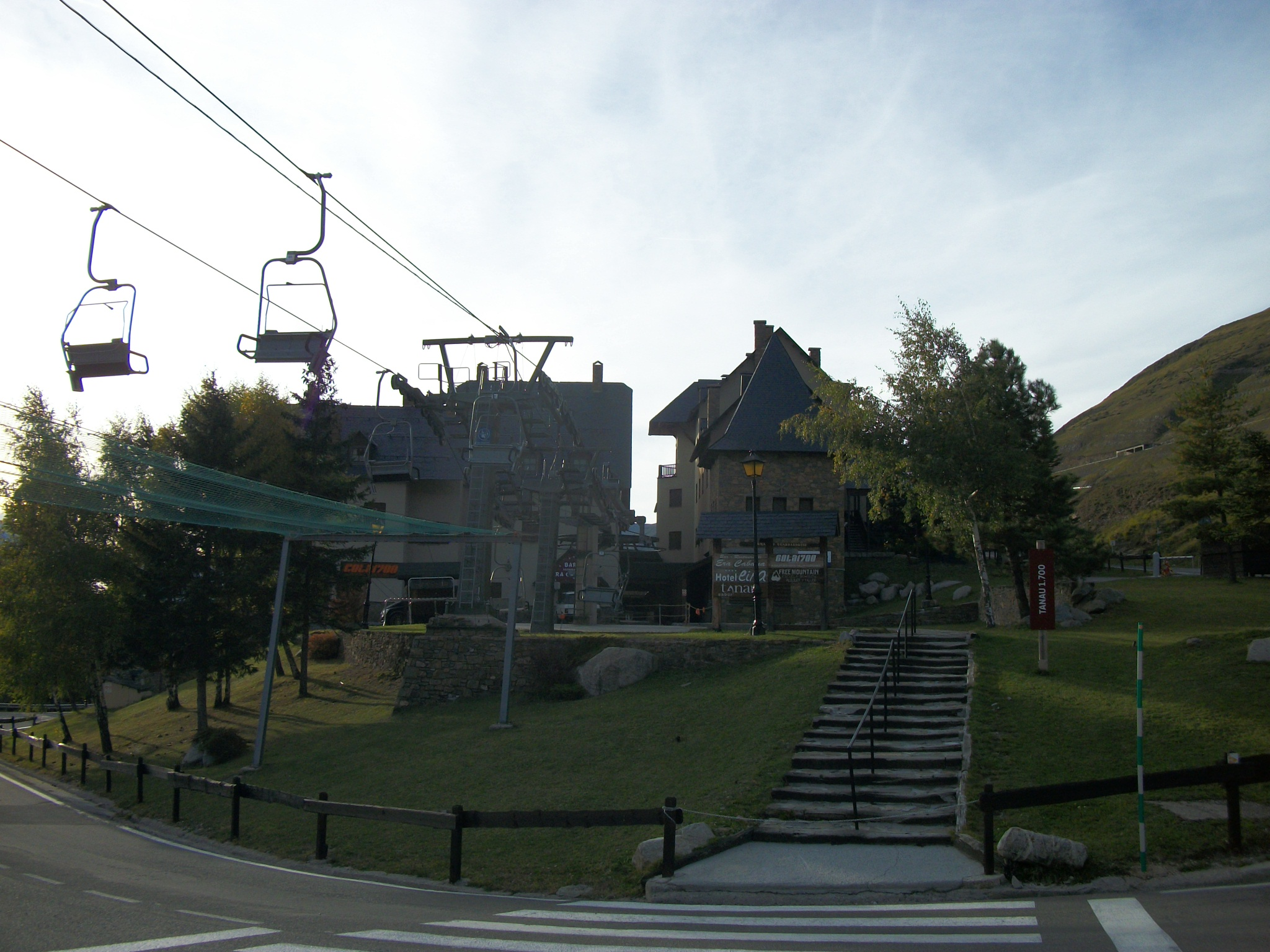
Télésiège au village de Baqueira.
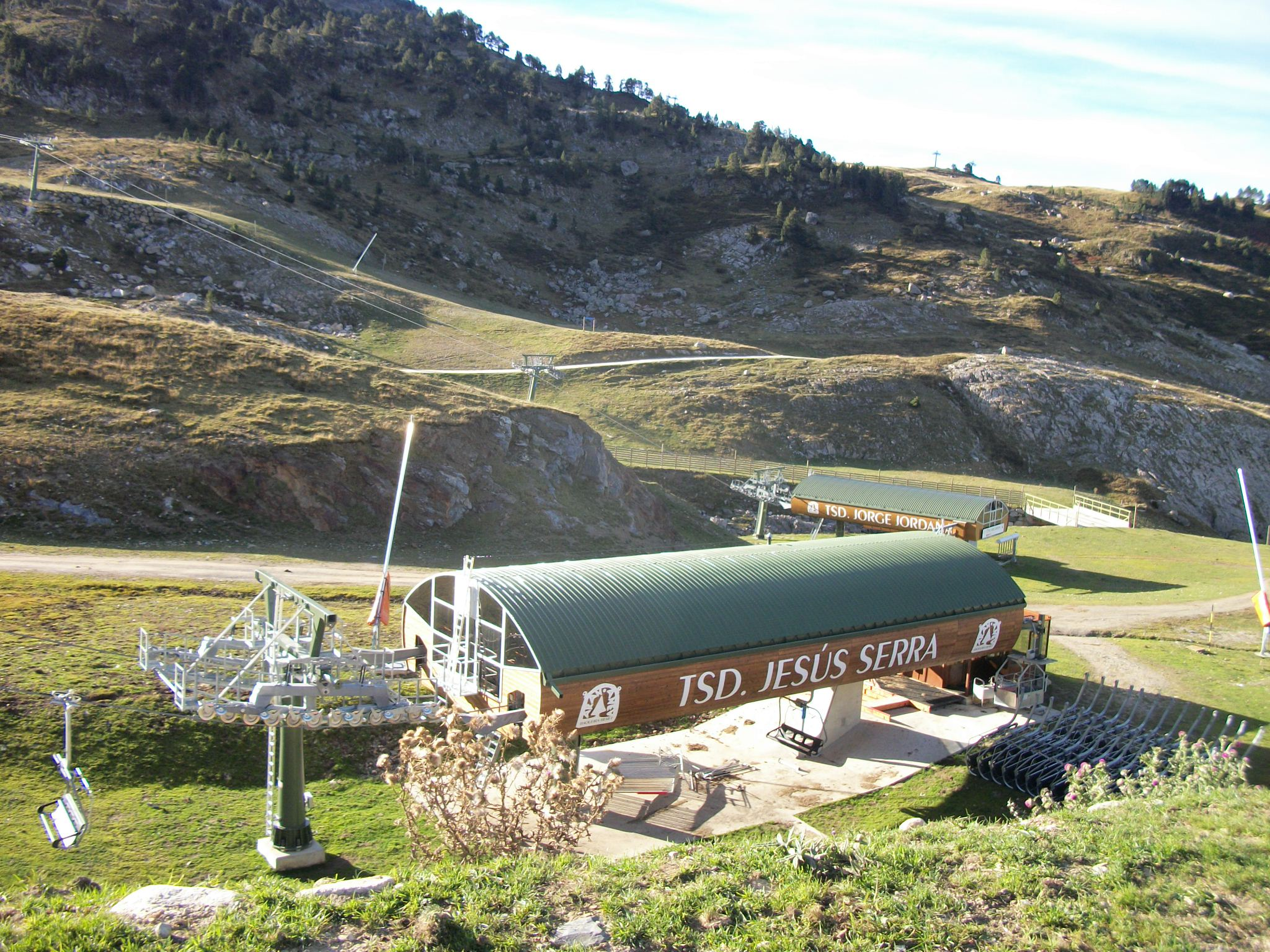
Télésiège au Pla de Beret.
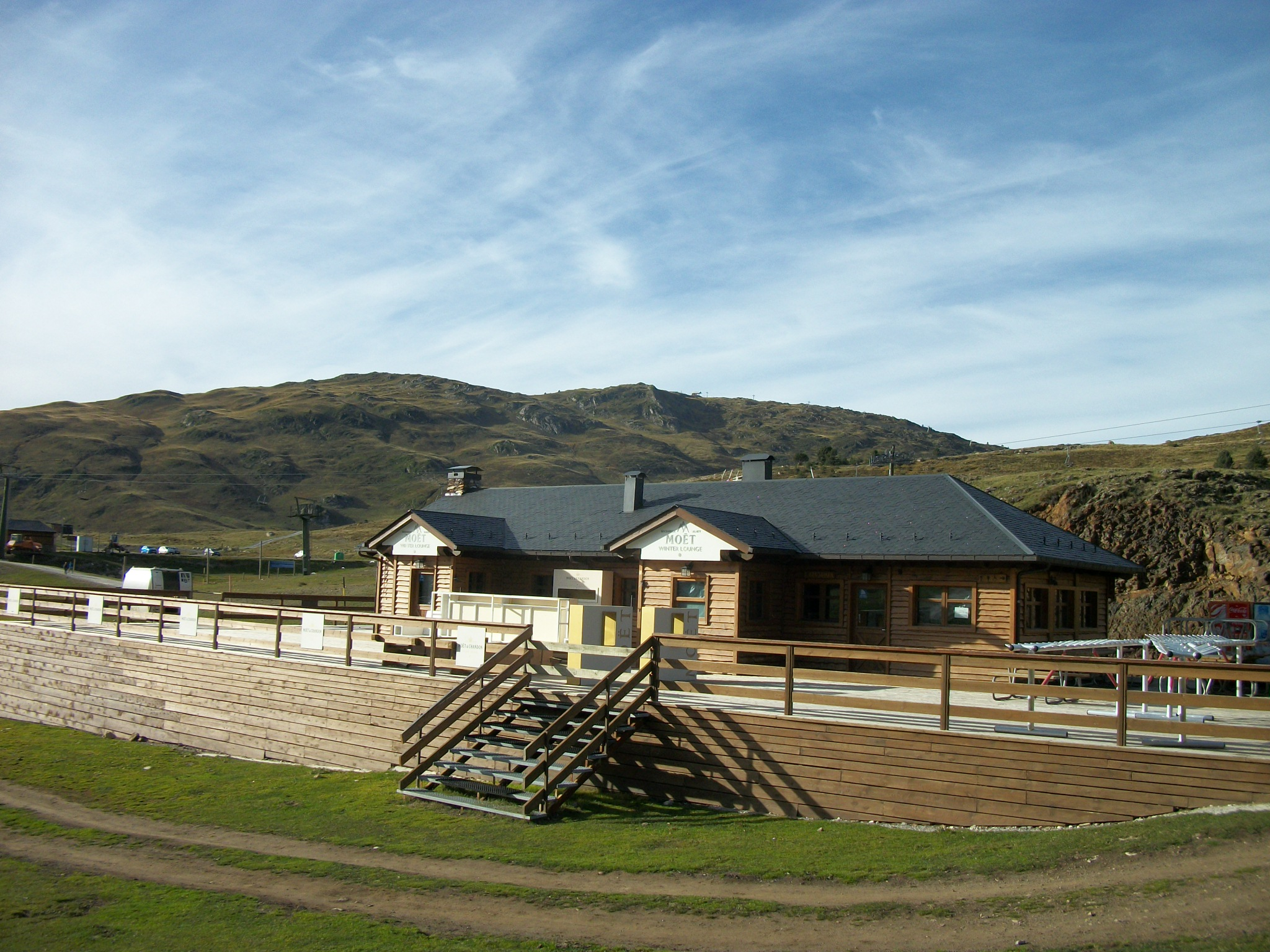
Restaurant de la station de ski de Baqueira Beret au Pla de Beret.